# Robert Jordan
James Oliver Rigney Jr. (n. 17 octombrie 1948, Charleston, Carolina de Sud, SUA – d. 16 septembrie 2007, Charleston, Carolina de Sud, SUA), mai bine cunoscut sub pseudonimul Robert Jordan, a fost un scriitor american de literatură fantastică epică. Este cel mai cunoscut pentru seria Roata timpului, care cuprinde 14 cărți și un roman prequel. Este unul dintre scriitorii care au scris romanele originale cu Conan Barbarul; romanele sale fiind foarte apreciate până în ziua de azi. Rigney a scris și ficțiune istorică sub pseudonimul său Reagan O'Neal, western ca Jackson O'Reilly și critică a dansului ca Chang Lung. În plus, el a scris un „thriller internațional” despre care încă se crede că a fost scris de altcineva.

## Lucrări scrise (selecție)

### Roata timpului
1. New Spring (2004); prequel,  are loc cu 20 de ani înainte de evenimentele primului roman
2. The Eye of the World (Ochiul lumii, 1990)
3. The Great Hunt (În căutarea cornului, 1990)
4. The Dragon Reborn (Dragonul renăscut, 1991)
5. The Shadow Rising (Umbra se întinde, 1992)
6. The Fires of Heaven (Focurile cerului, 1993)
7. Lord of Chaos (Seniorul haosului, 1994)
8. A Crown of Swords (1996)
9. The Path of Daggers (1998)
10. Winter's Heart (2000)
11. Crossroads of Twilight (2003)
12. Knife of Dreams (2005)
13. The Gathering Storm (2009); împreună cu Brandon Sanderson
14. Towers of Midnight (2010); împreună cu Brandon Sanderson
15. A Memory of Light (2013); împreună cu Brandon Sanderson

### Conan Barbarul
1. Conan the Invincible (1982)
2. Conan the Defender (1982)
3. Conan the Unconquered (1983)
4. Conan the Triumphant (1983)
5. Conan the Magnificent (1984)
6. Conan the Destroyer (1984)
7. Conan the Victorious (1984)

## Legături externe
- Robert Jordan's Official Blog (hosted by dragonmount.com)
- Robert Jordan at Tor Books
- Robert Jordan la Internet Book List
- Reviews Arhivat în 11 martie 2009, la Wayback Machine. at FantasyLiterature.net
- Robert Jordan at Worlds Without End
- Robert Jordan la Internet Speculative Fiction Database